# Rümmingen
Rümmingen est une commune allemande en Bade-Wurtemberg, située dans le district de Fribourg-en-Brisgau. Elle se trouve au nord de Lörrach à 6 km de la Suisse, et 7 km de la frontière française.